# ادرگ
ادرگ یا ادرج (adarj)، روستایی از توابع بخش چاروسا شهرستان کهگیلویه در استان کهگیلویه و بویراحمد ایران است.
این روستا به دیار چشمه ساران کهگیلویه شهرت دارد و وجود تنگه ای که به کوه سیاه راه دارد و همچنین چشمه های فراوان و پرآب،این روستارا به یکی از مناطق مورد علاقه گردشگران تبدیل کرده است.شله دون از نقاط زیبای این روستا است که هرساله میزبان خیل عظیم میهمانان نوروزی است.
متاسفانه در سال های گذشته به علت بی توجهی مسولان و نبود امکانات در این روستا،تعداد زیادی از اهالی به مناطق همجوار مهاجرت کردند.

## جمعیت
این روستا در دهستان طیبی سرحدی غربی قرار دارد و براساس سرشماری مرکز آمار ایران در سال ۱۳۸۵، جمعیت آن ۲۹۴ نفر (۶۴خانوار) بوده‌است.